# ウィリアム・タブマン
ウィリアム・ヴァカナラット・シャドラク・タブマン（英語: William Vacanarat Sharach Tubman, 1895年11月29日 - 1971年7月23日）は、リベリアの政治家。第19代大統領。外資の導入による経済開発やアメリコ・ライベリアンと先住部族との社会的格差や差別廃止に力を入れるなどしたが、独裁的でもあった。

## 来歴
1895年にリベリア・メリーランド郡ハーパーで生まれた。アメリコ・ライベリアンである。弁護士だったタブマンは、1923年にホイッグの議会で当選し、政治家となった。1931年に議員を辞任しているが、1934年に再び当選。1937年に最高裁判所で准裁判官になるため再び辞任している。
1944年リベリアの大統領に就任。アメリコ・ライベリアンと先住部族との経済的、政治的、社会的な大きな格差を緩和するため、国家の統一を図ろうとしていたが、選挙権はアメリカン・ライベリアンの男性にしかなく、実質はアメリコ・ライベリアン基盤のホイッグ党の一党独裁のままであった。
第二次世界大戦に対してはタブマンは連合国側に付き、枢軸国に宣戦布告した。その後、アメリカの影響と援助を受けながらも、他方面での外交にも力を入れようとした。タブマンは国の経済などが未開発だったため、経済開発などをして発展させるため、1948年便宜置籍船制度を導入する。これにより、アメリカ企業を中心に国内の鉄鉱石、天然ゴム、木材などの開発のため、30以上の外国企業が参入し、リベリアの経済発展に貢献する。1951年にはアメリコ・ライベリアンの女性と、先住部族の土地所有者に大統領選挙権を拡大し、さらに、1957年には先住部族の差別の撤廃に力を入れた。
1952年の大統領選では先住部族クル族出身のディドフ・ウェレ・トウェを破り、再び大統領となる。トウェは選挙手続きに疑惑があるとして、国際連合に提訴したが、タブマンはトウェを弾圧し、トウェは国外亡命した。後に国交を樹立することになるが、タブマンの在任中はソ連との接触はあったものの外交関係を結ぶことはなかった。
1971年イギリスのロンドンの病院で入院していたが手術中に死亡した。タブマンの副大統領だったウィリアム・トルバートがタブマンの後を引き継いだ。
リベリア国民民主党に所属する政治家ウィンストン・タブマンは彼の孫である。